# あきる野ショッピングシティ
あきる野ショッピングシティ（あきるのショッピングシティ）は、東京都あきる野市の「あきる野ルピア・あきるのプレイス」及び秋川4丁目（駅前通り・滝山街道）周辺の商店街（秋川駅北口会/秋川駅南口商店会/あきる野ルピアテナント会）・商業地域である。1995年（平成7年）10月4日開業。

## 概要
- 所在地：東京都あきる野市秋川1丁目周辺
- 道路：秋川駅前大通りやマールボロウ通り。他、滝山街道・五日市街道に隣接する。

## あきる野ルピア
あきる野市内の商店の「ルピア店」や、あきる野市の公共施設が併設されたショッピングセンター。管理などは、第三セクターの秋川総合開発公社が行う。この施設の隣にはあきるのプレイスがある（1階〜2階へはエスカレータが稼働、それ以外の階はエレベーターや階段しか行くことができない。2階連絡口より隣のあきるのプレイスへ行くことができる）。
2006年3月に一部リニューアル（あきる野とうきゅう⇒ルピアへ移動他・フロア移動・閉店「書店・花屋・飲食等」のため別経営など）して現在の店舗形態になっている。
- 所在地：東京都あきる野市秋川1-8
- 定休日：毎月第3水曜日
- 営業時間：午前10時〜午後7時（一部店等により異なる）
- ポイントカード：ほとんどのテナントがるのカードが利用できる（一部店舗では独自のカードや無い場合もある）。
- 毎月10日はルピアの日などとして、イベントが行われていた。(2015年時点テナントが少ないことと当時のテナントは一部異なってきたため現在は行われてない)

### テナント及び施設
2022年7月現在、閉店や移動（2F→1F）が多くなっている現状で、特に2Fは半分近くを市の就業・子育て窓口などで占めている
- 1階
  - 飲食店街（喫茶店・たい焼き屋他）
  - 宝くじ（正面玄関）
  - 子供写真館スタジオ・アン
  - 子育てひろば　るぴああきる野っ子（あきる野市の公共施設・2015年オープン）
  - 美容室　Dear Friends
  - ネイル・エスティックサロン　Salon'd S
  - クリーニング店（入口は店外）
  - リフォーム相談
  - 水回り相談

- 2階
  - 衣料品店
- 3階
  - あきる野商工会
  - あきる野市役所出張所（2008年一部業務終了）
  - ルピアホール
- 4階
  - NHK学園あきる野ルピア館
  - 展示室（写真展や絵画展などのイベント）

## あきるのプレイス
東急ストアを核店舗とするGMS「とうきゅう」と各種専門店が入居（2階連絡口より隣のルピアへ行くことができる）。2006年3月に大幅リニューアルした。2008年・2009年順次新しい店舗形態へ変更を行う一部テナント撤退などがあり2014年7月新テナントオープンとリニューアルを図った(しまむら、ネイビーなど入居)。2015年秋〜改装工事中であり直営が減り新テナントが11月下旬前後からリニューアルが順次行われた。
2025年1月7日に、核店舗である東急ストアが閉店した。
東京建物グループ傘下のプライムプレイスがマスターリース契約及びプロパティマネジメント契約を締結し、同年1月31日にあきるのプレイスとして営業開始した。
- 所在地：東京都あきる野市秋川1-17-1
- 定休日：不定
- 営業時間：午前9時〜午後9時（2階・3階は午前10時〜午後9時、4階飲食店は午前11時〜午後9時）

### テナント他
- 1階
  - 営業店舗
    - blooming bloomy by inageya（スーパー）（2025年4月24日オープン予定）・壱丁田・魚力（加工品以外はお肉お魚は直営は撤退して専門店のみになっている）
    - 雑貨＆衣料品
    - 文明堂等の贈答品向けのお店数店
    - とんかつ 新宿さぼてん（休店中）
    - 日本一等お惣菜などのお店数店（一部休店中）
    - ドトールコーヒー
    - ツルハドラッグ
    - 買取大吉
    - 外側に（通り沿い）花店・合鍵＆修理店
- 2階
  - 営業店舗
    - 雑貨・クリーニング
    - ABCマート
    - マックハウス
    - しまむら
    - シャンブルー
    - メガネのパリミキ
    - とうきゅう眼科
    - 平安堂
    - カーブス
- 3階
  - ニトリ
- 4階
  -     - 文教堂（書店、文具売り場開店時に比べ縮小している）
    - 美容室
    - ハローズガーデン
    - 歯科
    - ダイソー

金融機関のATM
- 4階 西武信用金庫

### 大幅リニューアル前のとうきゅう（開店後）
- 1階
  - 東急ストア食品街（スーパー）・とんかつ 新宿さぼてん・築地銀だこ・マクドナルド・ドトールコーヒー・靴チヨダ・東光ドラッグ・ジュエリーツツミ・外側に（通り沿い）花屋・合鍵＆修理屋他
- 2階
  - とうきゅう（衣料品他）・雑貨・クリーニング他
- 3階
  - とうきゅう（衣料品・家電他）・スナップス・メガネのパリミキ他
- 4階
  - とうきゅう（書籍・文具・おもちゃ・ゲーム他）・ギンセイ・ナムコランド・美容室・ナムコ屋（駄菓子屋）・マクドナルド・ジェイティービートラベランドあきる野とうきゅう・平安堂・ファミール・かっぱ寿司（リニューアル前に閉店）他

## 交通アクセス

### 電車
- 東日本旅客鉄道（JR東日本）五日市線秋川駅徒歩3分程度（あきる野ルピア）

### バス
- 西東京バス・るのバス 秋川駅及び秋川キララホール入口バス停

### 車
- 首都圏中央連絡自動車道あきる野インターチェンジより、五日市街道・秋川駅信号の交差点を左折100m先、又は首都圏中央連絡自動車道日の出インターチェンジより、秋川駅前大通り秋川駅方面へ利用が可能。

駐車場
あきる野とうきゅう・ルピア・（一部マツモトキヨシ）の来店者にとうきゅう内や周辺に駐車場がある。
近年コインパーキング・タイムズのシステムを導入したため、来店以外の駐車のみ現在有料である（買物「来店」の場合は処理をすれば一定時間無料「利用条件により異なる」である）

## イオンモール日の出問題

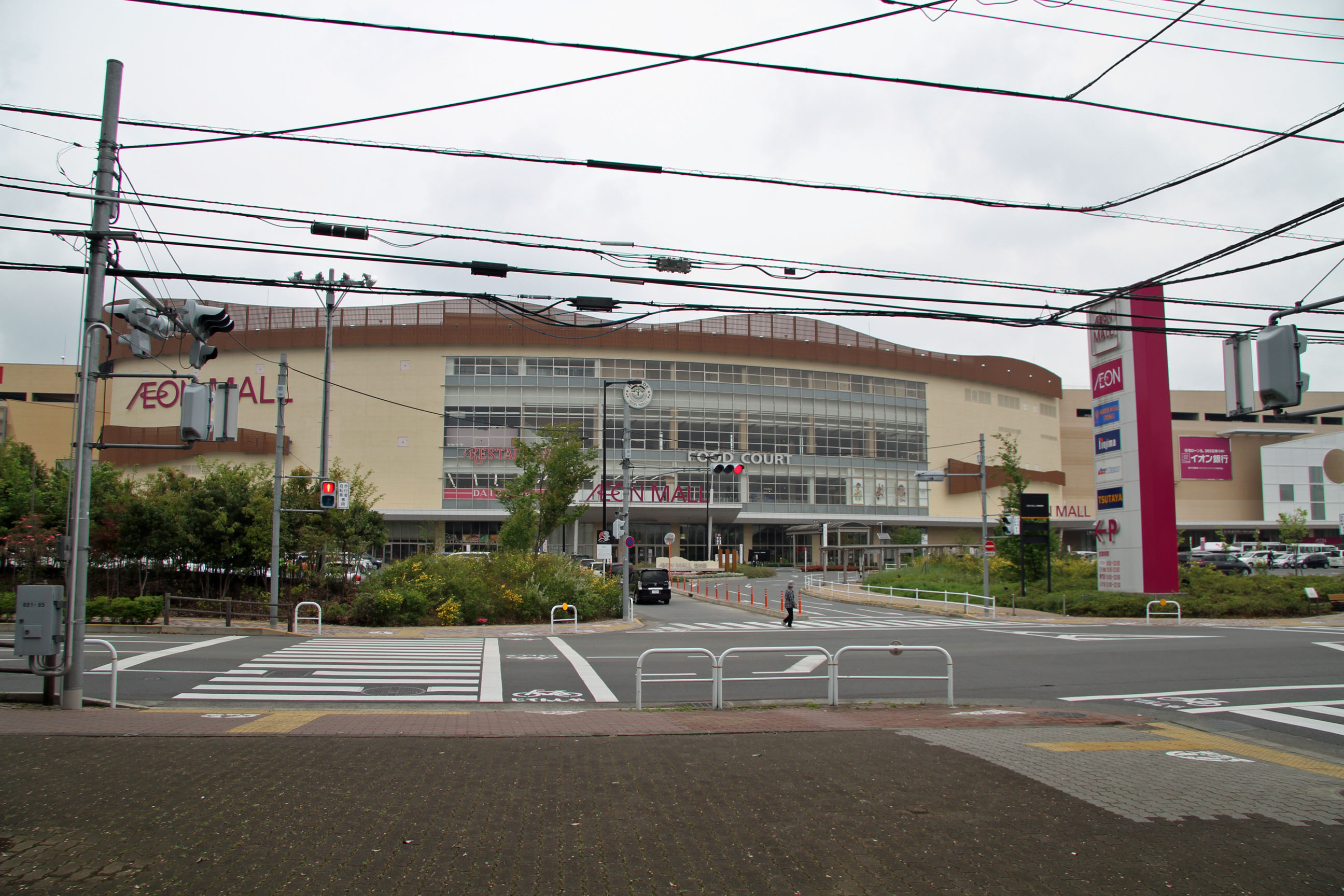
イオンモール日の出（正面入口/あきる野側）

2007年11月に隣の西多摩郡日の出町に旧サティ（現在：イオン）や映画館など併設されたイオンモール日の出が開店した（車・バスで5分程度・約1.4km）。オープン後、客足が変わる傾向になりつつある。（営業時間が最大深夜24時まで、深夜遅くまでや長時間駐車無料化や秋川駅地域にあった店舗が店舗統合や移転など）
近隣店舗では色々イベントやセールに力を入れている。例えば、あきる野とうきゅうの場合東急カード（現金専用カード含む）の会員向けに定期的にイベントが行われている。その他の店でも色々価格やサービスを充実を入れようとしている。ちなみに、2007年8月にあきる野市中央図書館がオープンし、周辺の賑わいを見せている。

### イオンモール日の出開店により移転や閉店した店舗
無印＝非公式（1ヵ月以上前及び閉店案内のみ）▲＝公式（事前に移転案内あり）
- あきる野とうきゅうで閉店した店舗
  - ジュエリーツツミあきる野とうきゅう店（イオンモール日の出に出店）
  - 築地銀だこあきる野とうきゅう店（イオンモール日の出に出店・跡地にはたこ焼き・たい焼きの焼きたて屋(長野県を本部に置くチェーン店)というお店にリニューアルしたが現在は閉店している）
  - ノジマあきる野とうきゅう店▲（イオンモール日の出のノジマと統合のため2008年1月31日に閉店※旧秋川店より移転）
  - その他飲食店街の店舗（現時点では新たな店舗へ入れ替え中）
- 周辺店舗で閉店した店舗
  - ケンタッキーフライドチキン秋川店（KFC）（イオンモール日の出に出店）
  - レンタルビデオ店（逆にイオンモール日の出にTSUTAYAが出来る）
  - ミスタードーナツ秋川ショップ▲（イオンモール日の出に出店）

スナップス（カメラのキタムラグループの写真店）（イオンモール日の出に出店）
このほかルピアテナントや周辺店舗。

### 家電量販店の撤退
- あきる野とうきゅう4階にあったノジマあきる野とうきゅう店は、新たに近隣に開店したノジマ日の出店（イオンモール日の出）統合する形で、2008年1月に閉店した。かつてのノジマ秋川店があきる野とうきゅうに移転（東急ストアでの家電販売縮小、あきる野とうきゅう店舗リニューアル伴い、ノジマが家電品を取扱いを開始）して開店から約2年程度で閉店したことになる。（ノジマ日の出店が開店後約3ヶ月程度での閉店したことになる）
  - 近くにはムラウチ電気あきる野店が有ったが、2008年7月に閉店。跡地には2008年9月にオフハウス（ゼロエミッションが運営）あきる野店がオープンした。
  - なお、家電商品を取り扱う量販店は（季節商品・消耗品を除く）、近隣だとノジマ日の出店（イオンモール日の出）や・福生（大型店コジマが2009年2月7日オープン）・青梅・八王子・立川などへ出向かないと行けない状況だったが、あきる野とうきゅう3階に2010年1月28日でんきのセキドがオープンしたが2012年家電販売撤退のため閉店した。

### テナントの撤退
- 2009年4月現在、テナント賃料の問題や周辺では、イオンオープンなど周辺の影響、近年の景気の悪化のため、閉店（閉店予定も含め）したり、集客等総合的な都合からとうきゅう・ルピアから撤退し主にイオンモール日の出など別の場所へ移転オープンしたりするテナントが多くなる傾向がある。

### 写真店の撤退
- 写真関係の店は、2009年前半に、あきる野とうきゅうで営業していた店が閉店し、ルピアで営業していた店が移転した。これにより、写真関係の店が無い状態が数か月間続いた。6月26日のコイデカメラオープンにより、この事態は解消したが2012年2月閉店（閉店のご案内）し事実上駅周辺で写真を専門で扱う店は無くなった。

## 秋川駅北口の周辺状況・問題

### 温浴施設問題
- 秋川駅北口地域の活性化を目的に、あきる野郵便局近く、市営団地前の東京都新都市建設公社の土地に湯処「阿伎留の四季」がオープン。しかしながら同施設も2019年3月末をもって閉店となった。[要検証 – ノート]

## 周辺

### 秋川駅〜あきるのプレイス周辺店舗・施設
- あきる野市中央図書館
- 秋川キララホール
- あきる野郵便局
- りそな銀行あきる野支店
- 多摩信用金庫あきる野支店
- 秋川農業協同組合本店
- ふじや（元あいどる跡地。衣料・雑貨品店。ルピアのそばにあり、しまむらに似たジャンルを扱う）
- サンドラッグ秋川店
- オフハウス（ゼロエミッションが運営）
- 東京日産あきる野店

### 滝山街道・駅前大通り沿い
- オザム秋川店（スーパーマーケット）
- ドラッグストアセキ（ムラウチホビー秋川店跡地）
- 牛角
- ENEOS
- コスモ石油
- 東京トヨペット秋川店
- メガネストアー秋川店
- デニーズ秋川店
- 魚屋路秋川店
- 小僧寿しチェーン秋川店
- モスバーガー秋川店
- ワークマンプラス秋川店（作業用品店）
- セイムス秋川薬局
- セブン-イレブン秋川駅東店
- 東京靴流通センター秋川店
- HONDA Cars東京西　あきる野店
- 丸亀製麺あきる野店
- 梅林堂秋川店（和菓子紀の国屋秋川店跡地）
- ファミリーマートあきる野滝山街道店
- ハードオフあきる野店（⇒アオキ⇒ノジマ秋川店跡地）

### 駅前を通る五日市街道
- ドコモショップあきる野店
- グリーメイト（フラワーショップ）
- バーミヤン秋川店
- 夢庵秋川店
- DCMあきる野店
- 洋服の青山秋川店
- 西東京カローラ秋川店
- あきる野市役所
- セブン-イレブンあきる野市役所前店
- ネッツトヨタ多摩あきる野店